# Préstamo solidario
El préstamo solidario es una práctica de préstamo donde pequeños grupos toman prestado colectivamente y los miembros del grupo se alientan mutuamente a devolverlo. Los préstamos solidarios se realizan a través de "grupos solidarios". Dichos grupos son un canal de distribución financiera diferente que es utilizado principalmente para llevar el microcrédito a las personas con menos recursos. 

## Dónde se han aplicado
En muchos países en desarrollo el sistema jurídico ofrece poco o nada de apoyo a los derechos a la propiedad de los pobres. Las leyes relacionadas con las operaciones con garantía – piedra angular de la banca occidental – también pueden  estar ausentes o bien no se cumplen. 
En ese contexto, los préstamos solidarios propician varios tipos de capital social como: la presión entre pares, el apoyo mutuo y una sana cultura del reembolso. Estas características hacen que los préstamos solidarios sean más útiles en pueblos rurales que en centros urbanos, donde la movilidad es mayor y el capital social es más débil.
Los préstamos solidarios están hoy muy extendidos en las microfinanzas, especialmente en Asia. Además del Banco Grameen, algunos de los principales practicantes de esta metodología son: Banco Rakyat Indonesia, BRAC en India y FINCA International. 
Además existe un sistema de monitoreo de los préstamos solidarios a nivel global denominado Boletín Microbancario. De las 446 instituciones de microfinanzas que monitoreaba en 2005 sólo 39 estaban prestando por este método. Mientras que, otras 205 usaban una mezcla de préstamo solidario y préstamo individual. En ese entonces, el saldo promedio pendiente a prestadores solidarios era 109 dólares, comparado con los 1.024 dólares pendientes a prestamistas individuales. Eso implicaría que los prestadores solidarios están cubriendo las necesidades de un segmento de mercado más pobre y que lo hacen en países considerablemente más pobres.
Mientras tanto, en otros países, como Costa Rica, se están probando modelos complementarios a los préstamos solidarios. En ese país, hay empresas que permiten a sus empleados organizar asociaciones solidarias para crear fondos de ahorro y préstamos con el apoyo financiero de la empresa. Por ejemplo, para gestionar la cafetería de la empresa.

## Dónde han tenido dificultades de aplicación
Los esfuerzos para replicar los préstamos solidaridarios en los países desarrollados en general no han tenido éxito. Por ejemplo, la Fundación Calmeadow ha probado un modelo de préstamos entre pares en tres lugares de Canadá: la zona rural de Nueva Escocia, y las ciudades de Toronto y Vancouver. 
La conclusión fue que: "Existe una variedad de factores que hacen inviables los préstamos solidarios en países desarrollados, entre ellos: el alto perfil de riesgo de los clientes, el desagrado general para el requisito de responsabilidad conjunta, y elevados costos implicados."
Sin embargo, aún continúa el debate sobre la justificación (o no) de subsidios o subvenciones dirigidas a empresarios de bajos recursos. Mientras tanto, la Unión de Crédito VanCity, que se hizo cargo de las operaciones de Calmeadow Vancouver, sigue utilizando los préstamos entre pares.

## Qué distintingue a los préstamos solidarios
Los préstamos solidarios reducen los costos de una institución financiera relacionados con: la evaluación, la gestión y la recuperación de los préstamos. Y en muchos casos pueden llegar eliminar la necesidad de una garantía. Dado que existe un costo fijo asociado a cada préstamo entregado, un banco que presta paquetes individuales en forma conjunta y que permite a un grupo manejar relaciones individuales puede realizar ahorros sustanciales en costos administrativos y de gestión.
Aprovechar el capital social para prestar dinero no es algo nuevo para las microfinanzas. Entre los precedentes están las prácticas informales de las asociaciones de ahorro y crédito rotativo y los vínculos cooperativos utilizados por las cooperativas de ahorro y crédito. En la India la práctica de la banca de ayuda mutua está inspirada en principios similares. 
Los grupos de préstamos solidarios tienen un enfoque diferente a los tres casos anteriores en varios aspectos. En primer lugar, son grupos pequeños, por lo general implican cinco personas que se eligen mutuamente y no pueden estar relacionados con anterioridad. Cinco se cita a menudo como un tamaño ideal porque es:
- Es suficientemente pequeño como para desalentar a los prestamistas y garantizar un nivel máximo de responsabilidad conjunta.
- Es suficientemente grande como para evitar que la desgracia o la incompetencia de uno de los miembros provoque el colapso del grupo.

Por otra parte, existe mucha evidencia que demuestra que la presión social es más efectiva entre las mujeres que entre los hombres. La mayoría de los préstamos utilizando esta metodología se entrega a grupos de mujeres. Se ha aprendido mucho desde lo ocurrido con el modelo de crédito cooperativo conocido como Modelo Comilla que estuvo dirigido por Akhtar Hameed Khan entre 1950 y 1960. El Banco Grameen y otras instituciones de microcrédito han adoptado un enfoque que está dirigido a las mujeres pobres y que excluye a quienes no sean pobres.
Una de las razones identificadas como causantes del fracaso del mencionado Modelo Comilla fue que los grupos eran demasiado grandes y estaban compuestos por personas con antecedentes económicos muy variados. Se ha observado que los grupos grandes no suelen funcionar porque los miembros más influyentes terminan dominándolos.

## Banco Grameen
Uno de los pioneros de los préstamos solidarios, Muhammad Yunus, fundador del Banco Grameen en Bangladés, India, describe la dinámica de los préstamos solidarios de esta manera:
“... La pertenencia al grupo no sólo crea apoyo y protección, sino que también suaviza los patrones de comportamiento errático de los miembros individuales, haciendo a cada prestatario más confiable en el proceso. Sutilmente, y a veces no tan sutilmente, la presión del grupo mantiene a los miembros del mismo en línea con los objetivos más amplios del programa de crédito. ... Debido a que el grupo aprueba la solicitud de préstamo de cada miembro, el grupo asume la responsabilidad moral del préstamo. Si cualquier miembro del grupo se mete en problemas, el grupo suele acudir en su ayuda.
El enfoque del Banco Grameen utiliza los grupos solidarios como su principal componente. Sin embargo, la responsabilidad de los préstamos morosos es manejada por  líderes elegidos en un grupo mayor, a nivel del pueblo. Ese grupo mayor es denominado 'Centro', y está compuesto por ocho grupos solidarios. Como todos los miembros son del mismo pueblo y los pagos del préstamo ocurren durante la reunión del Centro, el principio de usar capital social para la acción de apalancamiento no está comprometido; la única diferencia es que todos los miembros del centro son colectivamente responsables de préstamos impagados.”
Muchas instituciones de microcrédito utilizan grupos solidarios esencialmente como una forma de responsabilidad conjunta. Es decir que, estas instituciones no entregan préstamos a miembros potencialmente morosos. Sin embargo, Yunus ha rechazado este concepto, argumentando que: "Si la responsabilidad moral pertenece a los miembros del grupo, no existe modo formal o legal ... que no sea la forma de la responsabilidad solidaria, es decir, los miembros del grupo no son responsables individualmente de pagar en nombre de un miembro moroso".

## Críticas
Los préstamos solidarios han tenido un impacto positivo en muchos prestatarios. Sin ellos, muchos no habrían tomado prestados en absoluto, o se hubieran visto obligados a recurrir a los usureros. Sin embargo, han sido objeto de numerosas críticas.   
Entre las críticas están las siguientes:
- Los esfuerzos para garantizar que todos los miembros de los grupos solidarios sean igualmente pobres no siempre mejoran el rendimiento del grupo. Si en los grupos solidarios existiera una mayor diversidad socioeconómica significaría que los ingresos de los miembros del grupo son menos propensos a variar en conjunto, y se incrementaría la capacidad de los miembros del grupo para asegurar a otros.

- El hecho de excluir a los deudores menos pobres, fue adoptado en gran parte debido a la idea de que la cooperativa más inclusiva había fracasado (véase el Modelo  Comilla). Pero el fundador de estas cooperativas de Bangladés, Akhter Hameed Khan, ha documentado que el fracaso no fue por es motivo sino porque "... ese modelo eludía dos principios fundamentales de la operativa del ahorro y crédito: la independencia de la intervención del Gobierno y la autosuficiencia financiera local."[7]

- Un préstamo que gana la simpatía de un gran número de prestatarios, puede llevar a un incremento de la morosidad. De hecho, parece que fue eso lo que ocurrió en 1998, con la escalada de la morosidad en el Banco Grameen. El resultado llevó al rediseño del Banco Grameen denominado Grameen II.

- Si bien los grupos de préstamos solidarios suelen estar compuestos enteramente por mujeres, el personal que decide si reciben los servicios financieros y cuando los reciben, a menudo está integrado por los hombres.

- En algunos grupos solidarios se han identificado prestatarios que manifiestan estar "frustrados con la asistencia a reuniones regulares".

- Se ha documentado que algunos supervisores de préstamos se niegan a sancionar a buenos prestatarios que se encuentran en "malos grupos”.